# Бирюлинского зверосовхоза
Бирюлинского зверосовхоза — посёлок в Высокогорском районе Татарстана. Административный центр Бирюлинского сельского поселения.

## География
Находится в северо-западной части Татарстана на расстоянии приблизительно 6 км на северо-восток по прямой от районного центра посёлка Высокая Гора у речки Казанка.

## История
Основан в 1930 году. Зверосовхоз назывался вначале «Таткроликовод», позднее «Кроликовод-1» и «Бирюлинский», ныне АО «Бирюли». Здесь разводят лисиц, песцов и соболей.

## Население
Постоянных жителей было в 1949—1252, в 1958—1604, в 1970—1864, в 1989—1988, 2314 в 2002 году (русские 50 %, татары 47 %), 2241 в 2010.

## Транспорт
Пригородные автобусы начали ездить в посёлок из Казани в начале 1990-х годов: это был маршрут № 103, отправлявшийся с казанского автовокзала. В конце 1990-х он был перенумерован в № 303 и стал отравляться с Компрессорного, а середине 2010-х — в № 107.